# 聖加西彌祿市集

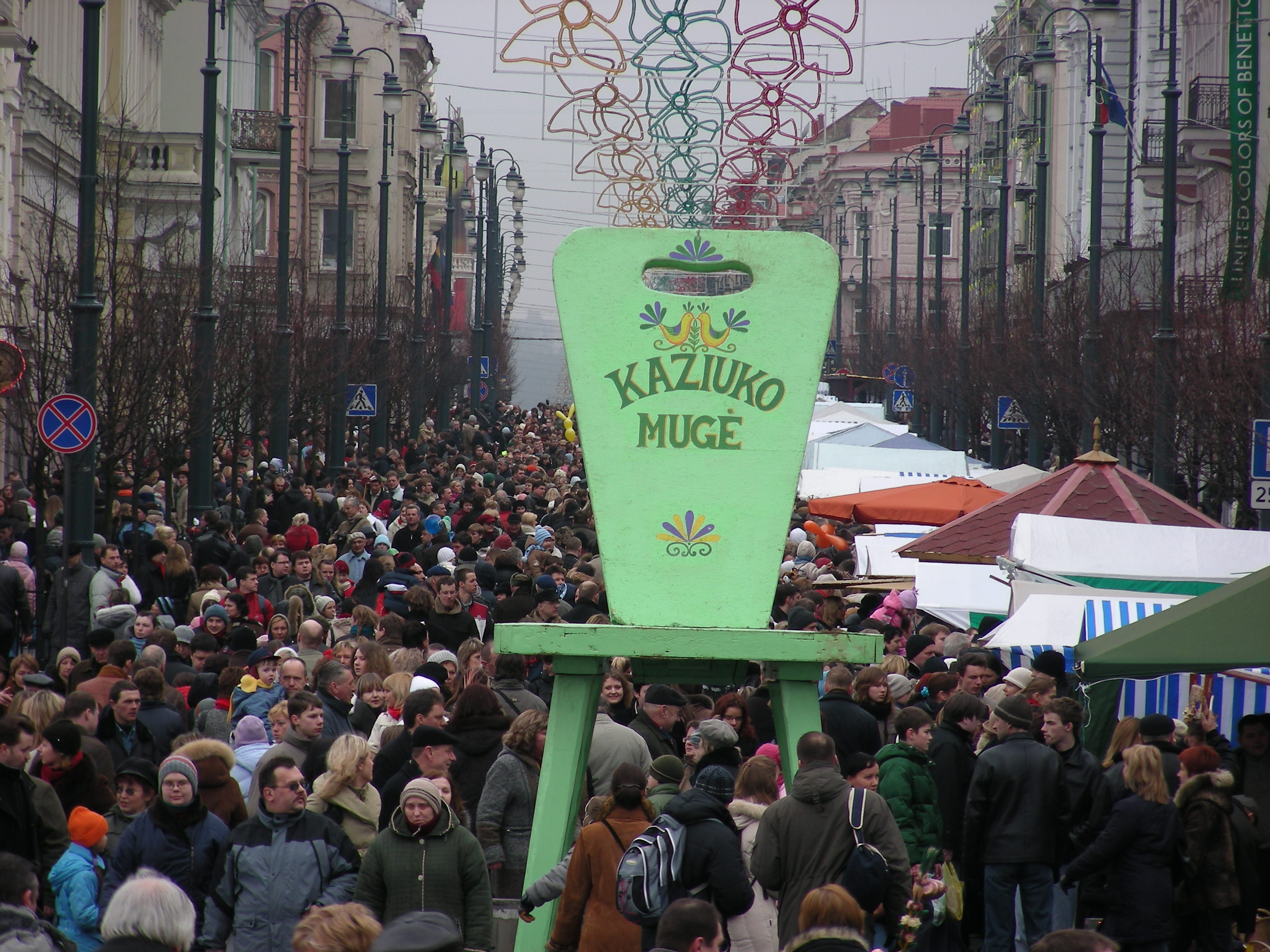
2007年的聖加西彌祿市集

聖加西彌祿市集是每年於立陶宛首都維爾紐斯舉辦的大型民間藝術和手工藝市集，可追溯至17世紀。傳統上，該市集會於離3月4日聖加西彌祿節（Šv. Kazimiero dienos，聖加西彌祿的逝世紀念日）最近的星期日在市場和街道上舉行，在立陶宛語中，是加西彌祿的指小詞。聖加西彌祿市集還會有音樂、舞蹈和戲劇表演，吸引眾多來自立陶宛各地和拉脫維亞、俄羅斯和波蘭等鄰國的遊客和手工藝工匠。

## 歷史和位置

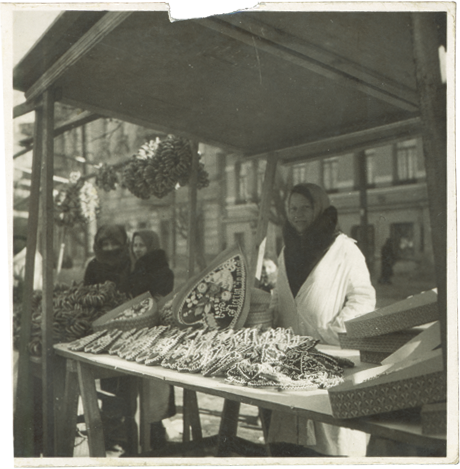
1939年販賣聖加西彌祿相關商品的攤商

聖加西彌祿是波蘭國王和立陶宛大公加西彌祿四世的兒子，於1521和1602年封聖。為配合其瞻禮日慶祝活動，商人建立了市集，並於1827年獲得於主教座堂廣場舉辦市集的特權。1901年，俄羅斯女皇凱薩琳大帝的紀念碑於主教座堂廣場揭幕，聖加西彌祿市集被移往卢基什克斯广场。蘇聯加盟共和國時期，市集移至卡爾瓦里亞市場舉行。1991年，再度遷回維爾紐斯舊城。最初在城堡街舉辦，後來橫跨格迪米納斯大道、穿越主教座堂廣場，延伸至拉齊維烏街，並經過聖亞納教堂和東正教聖母主教座堂，進入對岸共和國維爾尼亞河左岸的蒂马斯區（Tymas' Quarter）。
截至2013年，每年聖加西彌祿市集在星期五至星期日三天內吸引約2,000個商家和50萬名遊客。2021年，由於2019冠狀病毒病疫情影響，市集改為線上舉行，此前該市集僅曾因第二次世界大戰而暫停舉辦。
聖加西彌祿市集已拓展至其他立陶宛城市，包括考那斯（自由大道和市政廳廣場）、阿利圖斯和克萊佩達。鄰國波蘭的部分城市如瓦爾米亞地區利茲巴克、奧爾什丁、斯塞新、格但斯克和波茲南等和白俄羅斯格羅德諾，也會舉行名為「Kaziuki」的類似節日。

## 特色

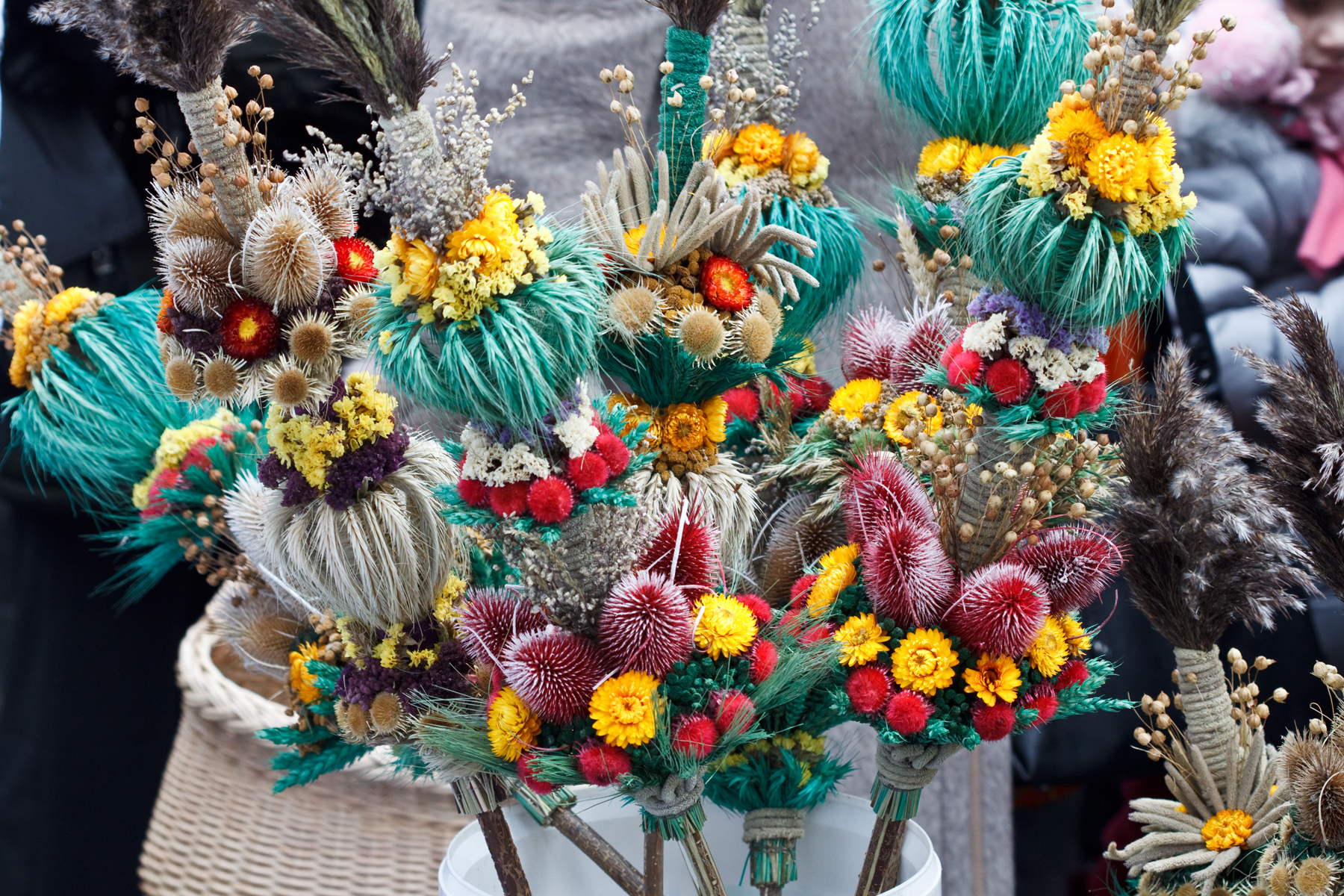
復活節棕枝

聖加西彌祿市集的商品有當地工匠製作的手工藝品，包括針織服裝、鞋類、玩具、器皿、鍋壺、珠寶、紀念品和繪畫等，其中的工藝包括木雕、鐵匠、陶藝、紡織、針織以及條編。傳統食品則包括黑麥麵包、布勃利克、薑餅、天然蜂蜜、啤酒、克瓦斯和彩色包裝的硬糖等。
復活節棕枝是市集的特色之一，由各色的乾燥花草（大約使用150種不同的植物）綁在木棍上製成，並於棕枝主日被帶至教堂。製作復活節棕枝是一項困難且耗時過程，其已成為瀕臨滅絕的工藝。現今因買家較注重乾燥植物所引起的過敏反應，在可用植物的選擇上愈加困難。

## 外部連結
- 官方网站

54°41′7″N 25°17′12″E / 54.68528°N 25.28667°E